# Baby Moose 12 HP
Der Baby Moose 12 HP ist ein Personenkraftwagen. Hersteller war die Bull Moose-Cutting Automobile Company aus Saint Paul in Minnesota, USA.

## Beschreibung
Das Fahrzeug war eine nur 1914 hergestellte Version eines vorher bereits von der Continental Engine Manufacturing Company als Continental und von der Continental Engineering Company als Ceco angebotenen Kleinwagens. Es wurde zwar als Cyclecar bezeichnet, erfüllte allerdings die Kriterien nicht; der Hubraum des Motors war geringfügig zu groß.
Konstrukteur war John E. Pfeffer.
Das Fahrzeug hatte einen Vierzylindermotor mit Luftkühlung. 2,75 Zoll (69,85 mm) Bohrung und 3 Zoll (76,2 mm) Hub ergaben 1168 cm³ Hubraum. Der Motor leistete 12 PS. Die Motorleistung wurde über ein Friktionsgetriebe an die Hinterachse übertragen.
Das Fahrgestell hatte 92 Zoll (2337 mm) Radstand. Der Wagen war als zweisitziger Roadster mit Tandemsitzen und Kleintransporter zu jeweils 360 US-Dollar lieferbar.